# Web Server Gateway Interface
Il Web Server Gateway Interface (WSGI) è un protocollo di trasmissione che stabilisce e descrive comunicazioni ed interazioni tra server ed applicazioni web scritte nel linguaggio Python. È quindi l'interfaccia standard del web service per la programmazione in Python.
In parole povere, il protocollo specifica come i server si facciano carico delle richieste provenienti dai browser/client ed inoltrino le informazioni richieste alle relative applicazioni, oltre a come utilizzare le informazioni di cui si sono fatti carico e a come rispondere.

## Storia e sviluppo
Storicamente, gli applicativi per il web scritti in Python risultavano problematici per i nuovi utenti che si affacciavano a questo linguaggio, in quanto la scelta della struttura da utilizzare in ambito web limitava di conseguenza quella sui server web usufruibili, e viceversa. I programmi in Python erano spesso concepiti per CGI, FastCGI, mod python od anche per interfacce API specifiche di web-server.
WSGI è stato creato come un'interfaccia di basso livello tra i server web e le applicazioni web finalizzata a fornire uno standard base per le reciproche interazioni.

## Esempio
Un “Hello world” compatibile con WSGI scritta in Python:
```
def
 
application
(
environ
,
 
start_response
):

    
start_response
(
'200 OK'
,
 
[(
'Content-Type'
,
 
'text/plain'
)])

    
yield
 
'Hello World
\n
'

```

Dove:
- Linea 1: definisce una funzione[5] chiamata application, che prende due parametri, environ and start_response. environ è un dizionario contenente le variabili d'ambiente in CGI. start_response è una funzione chiamante con due parametri status e response_headers.
- Linea 2: chiama start_response, specificando "200 OK" come status un "Content-Type" header.
- Linea 3: ritorna il corpo della risposta come una stringa di lettere.